# Roue de Ris
 (janvier 2008).
Si vous disposez d'ouvrages ou d'articles de référence ou si vous connaissez des sites web de qualité traitant du thème abordé ici, merci de compléter l'article en donnant les références utiles à sa vérifiabilité et en les liant à la section « Notes et références ».
Roue de Ris est une marque commerciale de fromage industriel français fabriqué à Ris dans le Puy-de-Dôme par la société L'Artisanale de Ris, une laiterie de la petite industrie agroalimentaire (1 000 tonnes de lait acheté et transformé par an). Ce fromage est transformé à partir de lait pasteurisé de brebis

## Présentation
Ce fromage est composé de 31 % de matière grasse dans le produit fini et est à conserver à 8 °C maximum.